# Deborah Charles
Deborah Charles ist eine Politikerin aus St. Vincent und den Grenadinen.
Sie ist seit den Parlamentswahlen 2015 Senatorin der Regierung im House of Assembly und Parlamentarische Staatssekretärin im Ministerium für Erziehung, nationale Aussöhnung und kirchliche Angelegenheiten. Sie ist Mitglied der Unity Labour Party.